# Modesto Garcés
Modesto Garcés (Colombia, 1849-1906) fue un político e ingeniero colombiano. Miembro del Partido Liberal Colombiano.

## Biografía
Propuso una Federación Municipal en Colombia.Ocupó varios cargos fue secretario de gobierno del Cauca, cónsul de los Estados Unidos de Colombia en Chile, editor de periódicos liberales, superintendente de instrucción pública primaria del Cauca, participó en la guerra civil de 1876-1877.
Fue Presidente del Estado Soberano del Cauca entre 1877 y 1879, ministro de Obras públicas en el gobierno de Rafael Reyes Prieto.